# Тальхайм (Биттерфельд-Вольфен)
Тальхайм (нем. Thalheim) — посёлок в Германии, в земле Саксония-Анхальт, входит в район Анхальт-Биттерфельд, и объединён в городском округе Биттерфельд-Вольфен.
Население составляет 1537 человек (на 30 июня 2008 года). Занимает площадь 6,57 км².

## История
Первое упоминание о поселении относится к 1388 году.
1 июля 2007 года, после проведённых реформ, города Биттерфельд и Вольфен, а также коммуны Тальхайм, Греппин и Хольцвайсиг, были объединены в городской округ Биттерфельд-Вольфен.

## Галерея

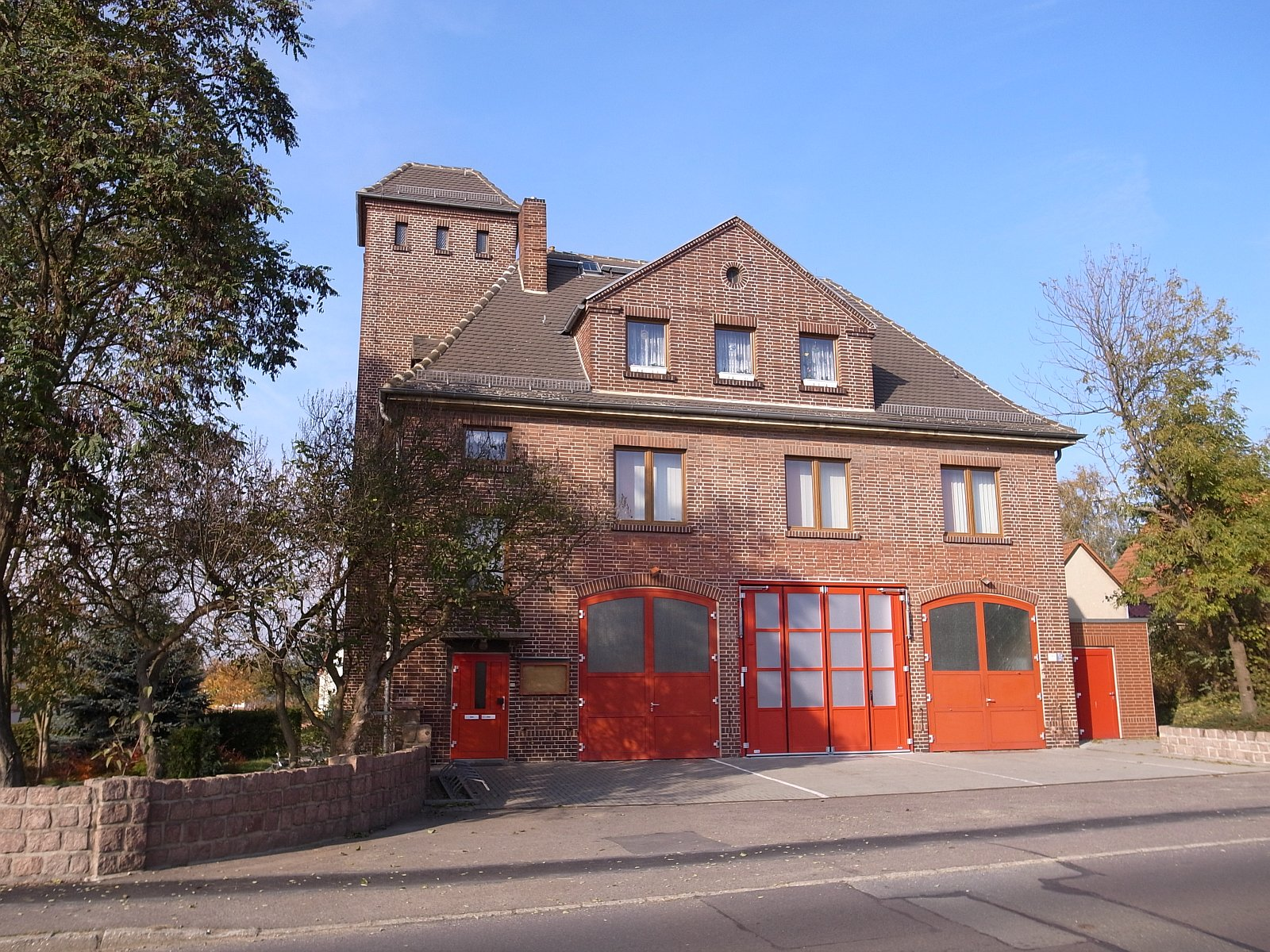
Здание пожарной части, построенное в 1935 году
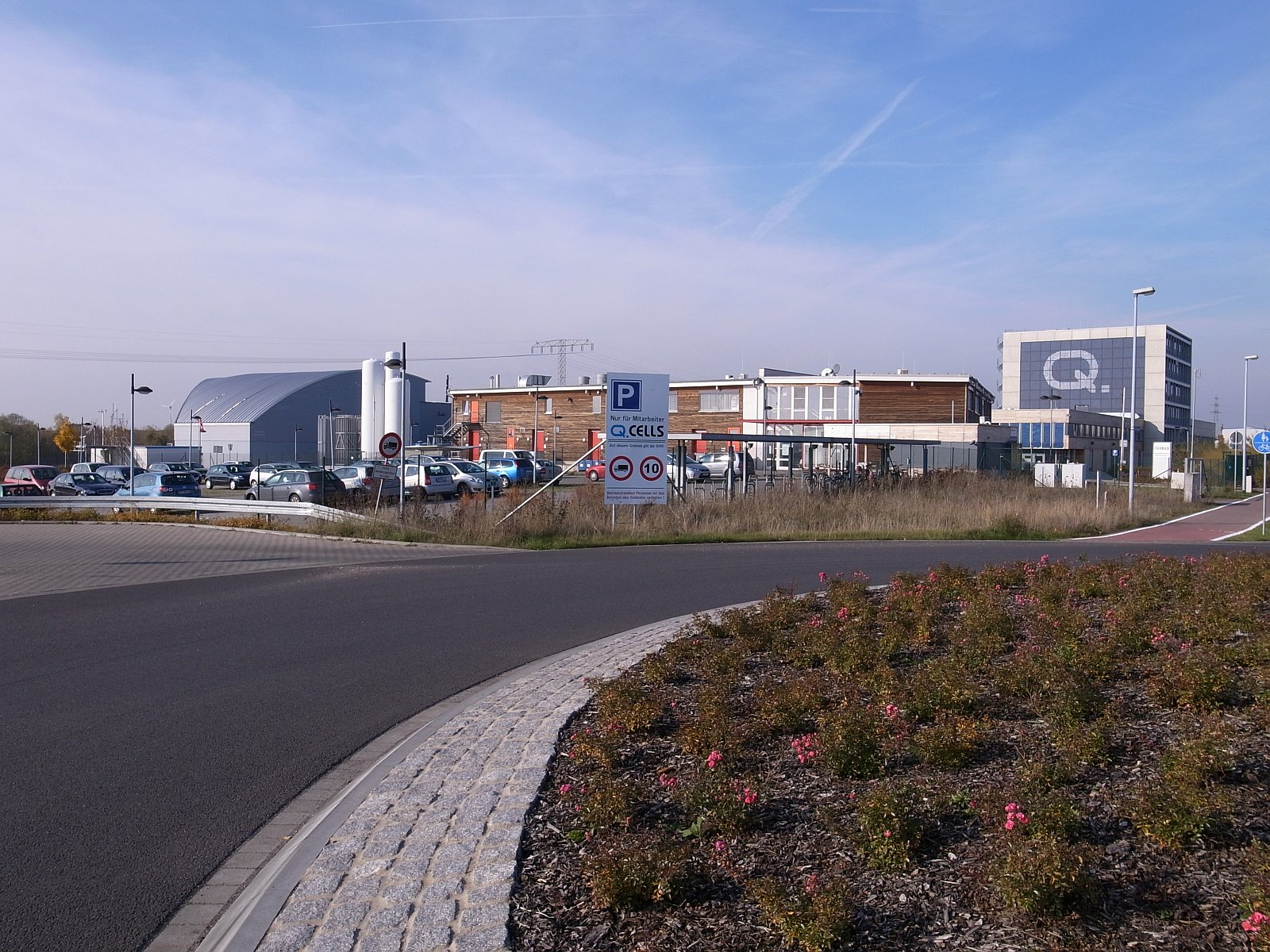
Солнечная долина Q-Cells
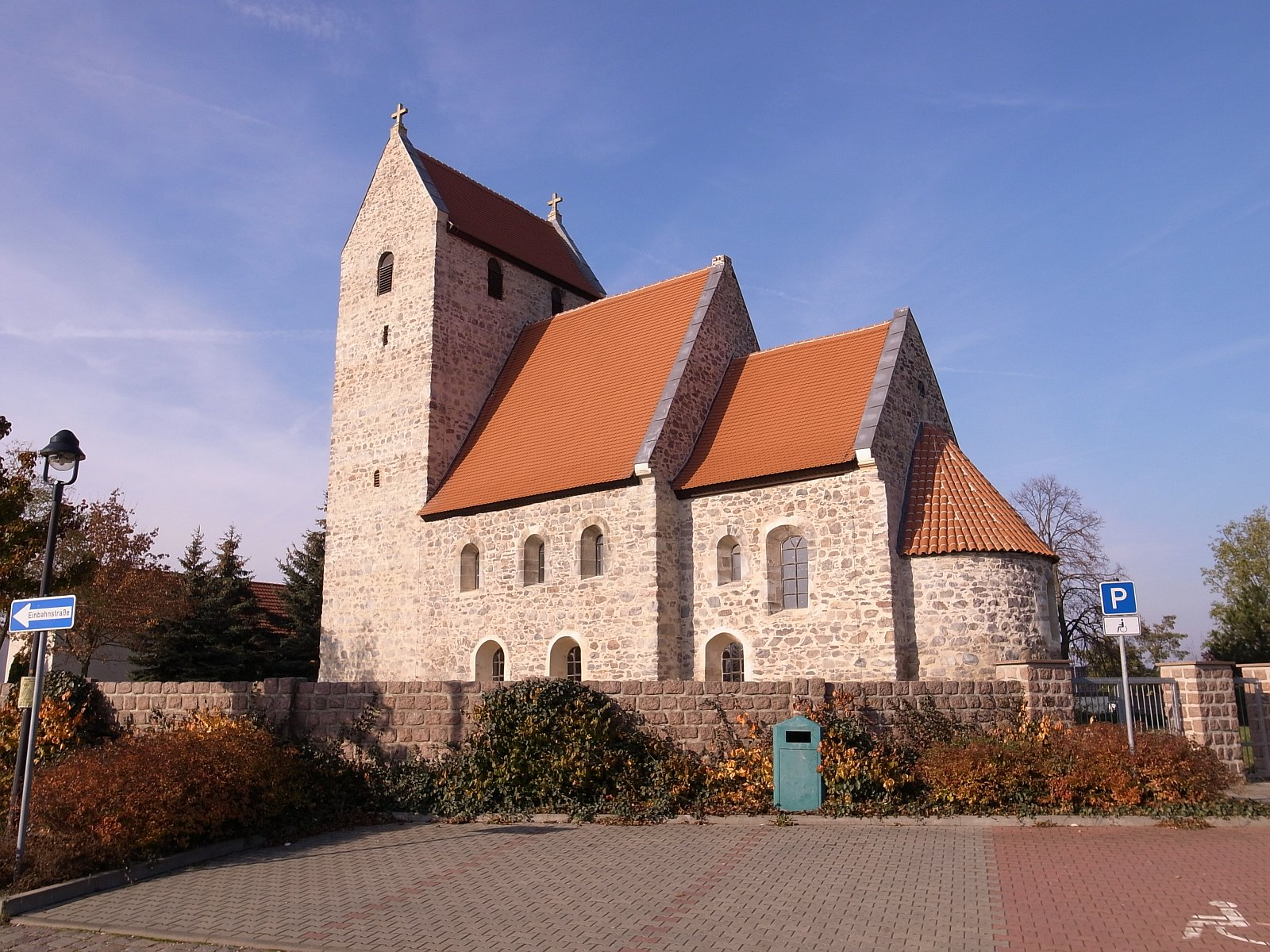
Романская церковь
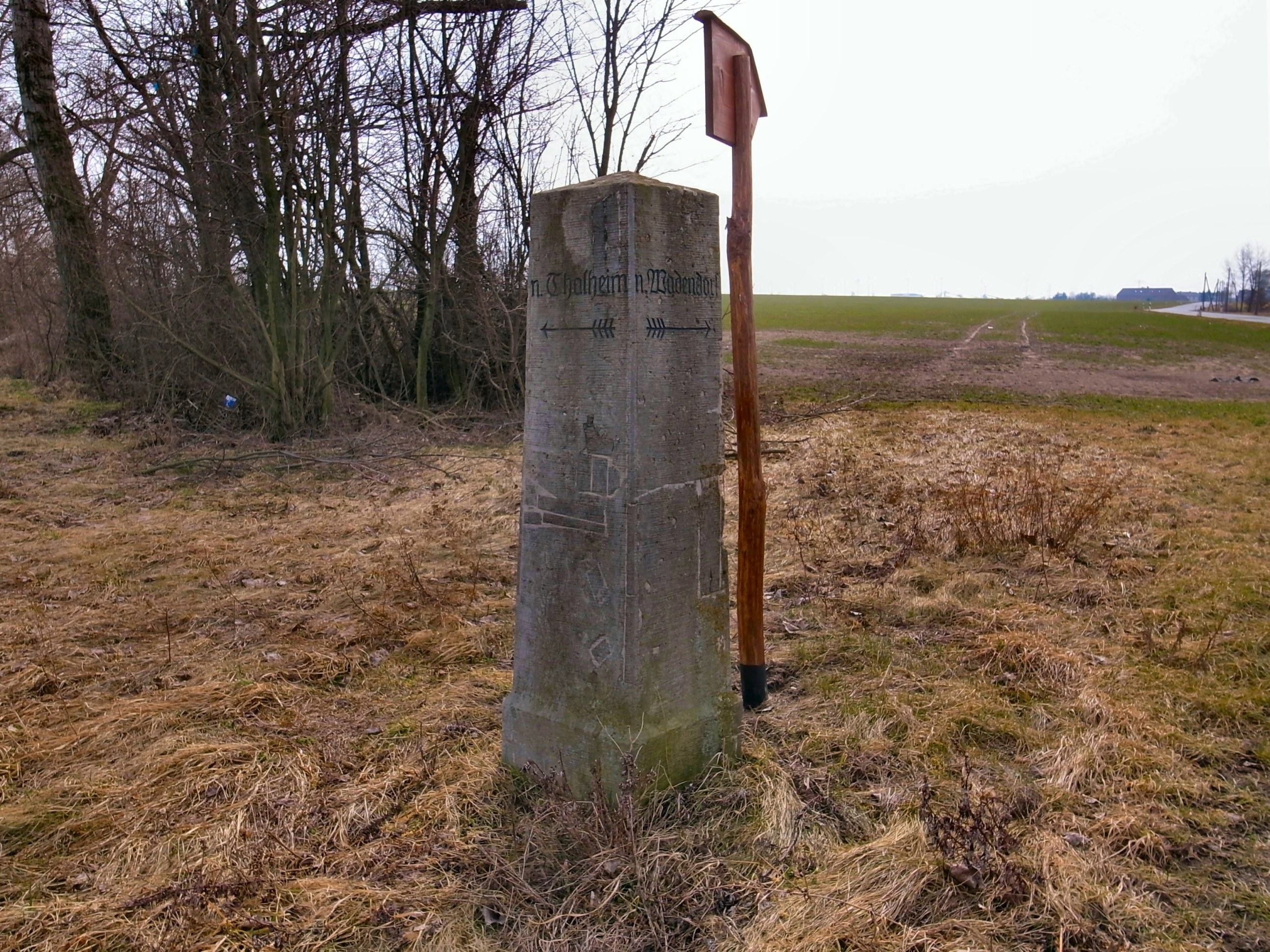
Каменный указатель